# Бретињи (Ер)
Бретињи (фр. Brétigny) насеље је и општина у северној Француској у региону Горња Нормандија, у департману Ер која припада префектури Берне.
По подацима из 2011. године у општини је живело 169 становника, а густина насељености је износила 31,3 становника/km². Општина се простире на површини од 5,4 km². Налази се на средњој надморској висини од 131 метар (максималној 147 m, а минималној 70 m).

## Демографија
| 1962. | 1968. | 1975. | 1982. | 1990. | 1999. | 2011. |
| ----- | ----- | ----- | ----- | ----- | ----- | ----- |
| 120   | 130   | 126   | 128   | 174   | 159   | 169   |

График промене броја становника у току последњих година